# Австрийско-сирийские отношения
Австро-сирийские отношения — двусторонние отношения между Австрийской Республикой и Сирией. В апреле 2009 года президент Башар Асад посетил Вену по приглашению президента Хайнца Фишера. В 2012 году из-за проблем с безопасностью сотрудники посольства Австрии в Дамаске были переведены в Бейрут, и с тех пор деятельность посольства и консульств, ведется оттуда. Австрия сопротивлялась усилиям Соединенного Королевства по отмене или смягчению эмбарго ЕС на поставки оружия в отношении Сирии, «утверждая, что увеличение вооружений только усилит конфликт и потенциально устранит любые возможности для мирных переговоров». В 2015 году министр иностранных дел Себастьян Курц заявил, что «Запад должен вовлечь Асада в борьбу против Исламского государства».
В 2021 году сообщалось, что Австрия рассматривает возможность возобновления отношений с Сирией вместе с по крайней мере 4 другими государствами-членами ЕС.
К 2024 году в Австрии насчитывалось около 95 000 сирийцев, большинство из которых приехали после 2014 года. Из-за последствий гражданской войны в Сирии и смены правительства Австрия приостановила ходатайства о предоставлении убежища беженцам.